# Panni (Olaszország)
Panni község (comune) Olaszország Puglia régiójában, Foggia megyében.

## Fekvése
A Dauniai-szubappenninekben fekszik, Campania és Puglia határán, a Cervaro folyó völgyében.

## Története
Első említése 1406-ból származik. A 19. század elejéig nemesi birtok volt.

## Népessége
A lakosság számának alakulása:

## Főbb látnivalói
- a település középkori várának romjai
- a 16. századi San Vito-templom